# Noni Lichtveld
Noni Lichtveld (Abcoude, 3 de mayo de 1929-Laren, 16 de agosto de 2017) fue una ilustradora y escritora holandesa de raíces surinamesas. Es hija de Lou Lichtveld, un autor conocido por el seudónimo de Albert Helman. 

## Biografía
Luego de egresar de la Academia Rietveld, participó de la decoración de muchas de las obras del teatro neerlandés y trabajó con grandes del teatro tales como Sjarov, Cees Laseur, Erwin Piscator, Karl Guttmann, y Sonia Gaskell. 
Publicó tres libros con el héroe de la mitológia del Caribe Anansi: "Anansi. De spin weeft zich een web om de wereld" (en español: "Anansi. La araña teje una red en todo el mundo") (1984), "Anansi en die andere beesten" " (en español: "Anansi y otros animales ")(1985) y  "Anansi tussen god en duivel" (en español: "Anansi entre Dios y el diablo") (1997), y "su historia oral en cadena" "Mijn pijl bleef in de kankantri" (en español: "Mi flecha se mantuvo en el kankantri") (1993). 
Ilustró libros de Edgar Cairo, M.Th. Hijlaard y Johan Ferrier. En 1988 recibió junto con Gerda Havertong el Premio E. du Perron para la preservación y difusión de la historia de Anansi. Un nuevo Anansitori fue publicado en Verhalen van Surinaamse schrijvers (1989). Su obra ha sido traducida al alemán e inglés.